# Módulo de aterrizaje lunar Blue Ghost
Blue Ghost de Firefly Aerospace, o simplemente Blue Ghost, es una clase de módulos de aterrizaje lunar diseñados y fabricados por Firefly Aerospace quien planea operar módulos de aterrizaje para entregar pequeñas cargas útiles a la superficie de la Luna. La primera misión Blue Ghost se lanzó a las 1:11 am EST (06:11 UTC) el 15 de enero de 2025. Recibe su nombre de la luciérnaga Phausis reticulata, conocida como «fantasma azul».

## Descripción general
Firefly es el contratista principal de los servicios de entrega lunar que utilizan los módulos de aterrizaje Blue Ghost. Firefly proporciona o subcontrata la integración de la carga útil de Blue Ghost, el lanzamiento desde la Tierra, el aterrizaje en la Luna y las operaciones de la misión. Las instalaciones de Cedar Park servirán como centro de operaciones de la misión y lugar de integración de la carga útil, mientras que Rocket Lab servirá como centro de operaciones de la misión de respaldo.
Blue Ghost tiene cuatro patas de aterrizaje, sistemas de comunicaciones, calefacción, energía solar, y cuenta con múltiples capas de aislamiento. Los paneles solares del módulo, proporcionan un máximo de 650 W de potencia. Firefly afirma que la fabricación y las pruebas internas de extremo a extremo de la estructura del módulo son un factor diferenciador entre los módulos de aterrizaje para el  Servicios de Carga Lunar Comercial (CLPS).
La NASA otorgó a Firefly la primera orden de tarea de entrega lunar en febrero de 2021 como parte de la iniciativa de Servicios de Carga Lunar Comercial.

## Misiones

### Blue Ghost M1
El 4 de febrero de 2021, la NASA adjudicó a Firefly un contrato por valor de 93,3 millones de dólares para realizar un conjunto de diez investigaciones científicas y demostraciones de tecnología a la Luna en 2023. El premio es parte de la iniciativa CLPS, en la que la NASA está asegurando el servicio de socios comerciales para aterrizar rápidamente cargas útiles de ciencia y tecnología en la superficie lunar como parte del programa Artemisa.
Está previsto que la misión aterrice en Mare Crisium ("Mar de las Crisis") un mar lunar de 500 kilómetros de ancho visible desde la Tierra. Los instrumentos recopilarán datos para proporcionar información sobre las propiedades del regolito de la Luna (roca y suelo sueltos y fragmentados), las características geofísicas y la interacción del viento solar y el campo magnético de la Tierra,  ayudando a preparar misiones humanas a la superficie lunar. El 20 de mayo de 2021, Firefly seleccionó al Falcon 9 de SpaceX como vehículo de lanzamiento para la primera misión, ya que su propio cohete Alpha no tiene el rendimiento ni el volumen de carga útil necesarios para lanzar el módulo.

#### Cronología
- El 26 de abril de 2022, Firefly anunció la finalización de la Revisión de preparación para la integración (IRR) del primer módulo de aterrizaje Blue Ghost, M1, y ahora se espera que el lanzamiento ocurra en 2024.[9]
- En noviembre de 2023, Firefly proporcionó una ventana de tiempo más precisa para la misión, que ocurrirá entre el tercer y el cuarto trimestre de 2024.
- En mayo de 2024 se completaron los primeros motores del Blue Ghost.[10]
- En junio de 2024, la compañía anunció que los motores estaban integrados y que pronto se programaría el lanzamiento del módulo de aterrizaje.[11]
- En julio de 2024, la compañía reiteró un lanzamiento en el cuarto trimestre de 2024.[12]
- Las pruebas ambientales previas al lanzamiento comenzaron en agosto en el JPL.[13]
- En noviembre de 2024, la compañía anunció que Blue Ghost estaba listo para su lanzamiento y que se lanzaría a mediados de enero de 2025.[14]
- El 7 de enero de 2025, Firefly Aerospace anunció que la misión se lanzaría a la 1:11 am EST (06:11 UTC) el 15 de enero de 2025.[5]
- El 15 de enero de 2025, la misión se lanzó con éxito con el módulo de aterrizaje Hakuto-R Mission 2.

#### Cargas útiles
Las cargas útiles, que en conjunto suman 94 kilogramos en masa, incluyen: 
- La Caracterización de Adherencia del Regolito (RAC), que determinará cómo el regolito lunar se adhiere a una variedad de materiales expuestos al entorno de la Luna durante las operaciones de aterrizaje y descenso. Los componentes se derivarán de la instalación MISSE-FF que se encuentra actualmente en la Estación Espacial Internacional (ISS).
- Los retrorreflectores lunares de próxima generación (NGLR), que servirán como objetivo para los láseres en la Tierra para medir con precisión la distancia entre la Tierra y la Luna. El retrorreflector que volará en esta misión también proporcionará datos que podrían utilizarse para comprender diversos aspectos del interior lunar y abordar cuestiones de física fundamental.
- El sensor de imágenes de rayos X heliosféricos del entorno lunar (LEXI), que capturará imágenes de la interacción de la magnetosfera de la Tierra con el flujo de partículas cargadas del Sol, llamado viento solar.
- El sistema informático reconfigurable y tolerante a la radiación (RadPC), cuyo objetivo es demostrar una tecnología informática tolerante a la radiación. Debido a la falta de atmósfera y campo magnético de la Luna, la radiación del Sol será un desafío para la electrónica. Esta investigación también caracterizará los efectos de la radiación en la superficie lunar.
- La Sonda Magnetotelúrica Lunar (LMS), que está diseñada para caracterizar la estructura y composición del manto de la Luna mediante el estudio de los campos eléctricos y magnéticos. La investigación utilizará un magnetómetro de repuesto de vuelo, un dispositivo que mide los campos magnéticos, originalmente fabricado para la nave espacial Mars Atmosphere and Volatile EvolutioN (MAVEN) que actualmente orbita Marte.
- La Instrumentación Lunar para la Exploración Térmica del Subsuelo con Rapidez (LISTER), que está diseñada para medir el flujo de calor desde el interior de la Luna. La sonda intentará perforar 2.13–3.05 m(7) pies 0 en – 10 pies 0 en) el regolito lunar para investigar las propiedades térmicas de la Luna a diferentes profundidades.
- El Lunar PlanetVac (LPV), que está diseñado para adquirir regolito lunar de la superficie y transferirlo a otros instrumentos que analizarían el material o lo colocarían en un contenedor que otra nave espacial podría regresar a la Tierra.
- Cámaras estéreo para estudios de la superficie de la columna lunar (SCALPSS 1.1), que capturarán videos e imágenes fijas del área debajo del módulo de aterrizaje desde el momento en que la columna del motor perturbe por primera vez la superficie lunar debido al apagado del motor. Las cámaras de larga distancia focal determinarán la topografía de la superficie antes del aterrizaje. Se utilizará fotogrametría para reconstruir la superficie cambiante durante el aterrizaje. Comprender la física de los gases de escape del cohete en el regolito y el desplazamiento de polvo, grava y rocas es fundamental para entender cómo evitar levantar materiales de la superficie durante la fase terminal del vuelo/aterrizaje en la Luna y otros cuerpos celestes.
- El escudo antipolvo electrodinámico (EDS), que generará un campo eléctrico no uniforme utilizando alto voltaje variable en múltiples electrodos. Este campo móvil, a su vez, arrastra las partículas y tiene aplicaciones potenciales en radiadores térmicos, tejidos de trajes espaciales, viseras, lentes de cámaras, paneles solares y muchas otras tecnologías.
- El Experimento del Receptor GNSS Lunar (LuGRE), que se basa en GPS. LuGRE continuará ampliando el alcance de las señales GPS y, si tiene éxito, será el primero en discernir señales GPS a distancias lunares.

### Blue Ghost M2
El lanzamiento del segundo módulo de aterrizaje Blue Ghost está previsto para 2026.

### Blue Ghost M3
Está prevista una tercera misión Blue Ghost para 2028.